# Henry Fletcher Hance
Henry Fletcher Hance (1827, Londres - 1886, Xiamen) fue un artista, diplomático y botánico inglés.

## Biografía
Cursó sus estudios en Londres y en Bélgica. Se convierte en funcionario en Hong Kong en 1844 y se le transfiere a Cantón en 1854.
Fue vicecónsul de 1861 a 1878 en Whampoa, luego cónsul en Cantón de 1878 a 1881 y en 1883, finalmente cónsul en Xiamen en 1886.
Dedica su tiempo libre al estudio de la flora local. Publica un suplemento al libro de George Bentham (1800-1884), Flora Hongkongensis en 1873.
- La abreviatura «Hance» se emplea para indicar a Henry Fletcher Hance como autoridad en la descripción y clasificación científica de los vegetales.[1]

También se puede encontrar asociado como:
- G.T. Sampson & Hance

Se poseen 978 registros IPNI de sus identificaciones y clasificaciones de nuevas especies.

## Honores

### Eponimia
Especies (39 + 18 + 5)
- (Annonaceae) Polyalthia hancei Finet & Gagnep.[2]

- (Asteraceae) Artemisia hancei (Pamp.) Ling & Y.R.Ling[3]

- (Caprifoliaceae) Viburnum hanceanum (Maxim.[4]

- (Elaeocarpaceae) Echinocarpus hanceanus (Hemsl.) Schltr.[5]

- (Fabaceae) Paraderris hancei (Hemsl.) T.C.Chen & Pedley[6]

- (Gesneriaceae) Petrocodon hancei (Hemsl.) Mich.Möller & A.Weber[7]

- (Rosaceae) Neillia hanceana (Kuntze) S.H.Oh[8]